# Státní ústav pro kontrolu léčiv
Státní ústav pro kontrolu léčiv (zkráceně také SÚKL) je správní úřad České republiky podřízený Ministerstvu zdravotnictví a organizační složka státu. Úkolem ústavu je dohlížet na to, aby se v České republice používaly pouze jakostní, bezpečné a účinné léky, jakož i funkční a bezpečné zdravotnické pomůcky respektive prostředky zdravotní techniky (PZT).
Jeho činnost je upravena českou legislativou i mezinárodními dohodami. Předchůdcem dnešního Státního ústavu byl někdejší Ústav pro zkoumání léčiv, jenž byl založen již při vzniku Československa v roce 1918 jako součást Univerzity Karlovy. Dnešní ústav se zcela osamostatnil až v roce 1952.

## Obecně o SÚKL

### Poslání SÚKL
Posláním Státního ústavu pro kontrolu léčiv (SÚKL) je v zájmu ochrany zdraví občanů zajistit, aby se v praxi a při klinickém hodnocení používala pouze farmaceuticky jakostní, účinná a bezpečná léčiva, jakostní a bezpečné suroviny pro výrobu a přípravu léčiv a bezpečné a funkční zdravotnické prostředky s informacemi popisujícími jejich objektivně zjištěné vlastnosti a aby údaje z výzkumu léčiv a zdravotnických prostředků byly věrohodné a byly získávány eticky.

### Činnost SÚKL
SÚKL je správním úřadem s celostátní působností podřízeným Ministerstvu zdravotnictví. V jeho čele stojí ředitel, kterého jmenuje a odvolává ministr zdravotnictví, pokud zvláštní zákon nestanoví jinak.
Činnost SÚKL v oblasti léčiv je dána primárně zákonem č. 378/2007 Sb., o léčivech a o změnách některých souvisejících zákonů (zákon o léčivech). Dále pak zákonem č. 167/1998 Sb., o návykových látkách a o změně některých dalších zákonů, zákonem č. 160/1992 Sb., o zdravotní péči v nestátních zdravotnických zařízeních, a zákonem č. 40/1995 Sb., o regulaci reklamy a o změně a doplnění zákona č. 468/1991 Sb., o provozování rozhlasového a televizního vysílání.
Činnost SÚKL v oblasti cen a úhrad léčiv je dána zákonem č. 48/1997 Sb., o veřejném zdravotním pojištění a o změně a doplnění některých souvisejících zákonů, zákonem č. 265/1991 Sb., o působnosti orgánů České republiky v oblasti cen, a zákonem č. 526/1990 Sb., o cenách. Činnost SÚKL v oblasti lidských tkání a buněk je dána zákonem č. 296/2008 Sb., o zajištění jakosti a bezpečnosti lidských tkání a buněk určených k použití u člověka a o změně souvisejících zákonů (zákon o lidských tkáních a buňkách). Činnost SÚKL v oblasti zdravotnických prostředků je dána zákonem č. 123/200 Sb., o zdravotnických prostředcích a o změně některých souvisejících zákonů.
Veřejnost často mylně přiřazuje k činnostem SÚKL i schvalování a dozor nad doplňky stravy.[zdroj?] SÚKL se však v rámci svých pravomocí stará pouze o léčivé přípravky. Doplňky stravy spadají do kompetencí Ministerstva zdravotnictví ČR, Státního zdravotního ústavu a Státní zemědělské a potravinářské inspekce.

### Kompetence SÚKL
Do kompetencí SÚKL spadají následující oblasti:
- Ceny a úhrady – SÚKL rozhoduje o maximálních cenách léčivých přípravků a o výši a podmínkách jejich úhrad. Proces stanovování maximálních cen a výše a podmínek úhrady je individuální a přezkoumatelný, probíhá v režimu správního řízení s pevně stanovenými lhůtami a plně respektuje Evropskou transparenční směrnici. Žádosti a podněty jsou hodnoceny především na základě posouzení účinnosti, bezpečnosti a nákladové efektivity. Účastníky správního řízení jsou ze zákona zdravotní pojišťovny a držitelé rozhodnutí o registraci. Podněty mohou podávat i pacientské organizace či odborné společnosti.
- Hraniční přípravky – Vydávání stanovisek/rozhodnutí v případech pochybností, zda jde o léčivý přípravek podléhající registraci nebo o léčivou látku nebo o jiný výrobek, případně homeopatický přípravek, a to na žádost nebo z vlastního podnětu.
- Registrace léčiv – Každý hromadně vyráběný léčivý přípravek podléhá před uvedením na trh v České republice registraci. V rámci registračního procesu se posuzuje dokumentace, ve které budoucí držitel registračního rozhodnutí prokazuje bezpečnost, účinnost a kvalitu přípravku. Posuzují se také indikace, kontraindikace, dávkování přípravku, klasifikace pro výdej, ale i příbalová informace] pro pacienta a návrh textů na obal léčivého přípravku. Součástí rozhodnutí o registraci je i souhrn údajů o přípravku (SPC), který slouží lékařům a zdravotnickým odborníkům jako klíčový zdroj informací o léčivém přípravku.
- Klinické hodnocení léčiv – Posuzování žádostí o povolení/ohlášení klinického hodnocení, dohled nad průběhem klinických hodnocení, vydávání stanovisek pro posouzení projektů, nejedná-li se o klinické hodnocení regulované SÚKL a evidence použití neregistrovaných léčivých přípravků.
- Specifické léčebné programy – Vydávání stanovisek k žádostem o specifické léčebné programy (SLP) pro Ministerstvo zdravotnictví ČR.
- Výdeje, prodeje a přípravy léčiv – Do této oblasti spadá výdej osvědčení o technickém a věcném vybavení a dále kontrola dodržování legislativních požadavků. Kontrolovanými subjekty jsou lékárny, prodejci vyhrazených léčiv, specializovaná pracoviště zdravotnických zařízení. Kontrola zacházení s léčivými přípravky se provádí i ve všech zdravotnických zařízeních. Kontrolu zajišťují podle příslušnosti regionální pracoviště SÚKL.
- Farmakovigilance – Dozor nad léčivými přípravky po jejich registraci směřující k zajištění maximální bezpečnosti a co nejvýhodnějšího poměru prospěšnosti léčivého přípravku k jeho rizikům. Součástí této činnosti je detekce, hodnocení, pochopení a prevence nežádoucích účinků léků nebo problémů, jako je např. špatné užívání nebo zneužívání léků, lékové interakce, vliv na plod, na kojené děti atd.
- Distribuce léčiv – Kontrola dodržování legislativních požadavků v oblasti distribuce léčiv se zaměřením na zásady správné distribuční praxe a dále výdej povolení k distribuční činnosti.
- Dozor nad výrobou léčiv – Dozorové aktivity v oblasti výroby léčiv, správné klinické a laboratorní praxe. Zahrnuje agendu řešení závad v jakosti léčiv a pomocných látek dostupných na trhu ČR, vydávání závazných stanovisek k dovozu a vývozu léčivých přípravků, včetně spolupráce s celními orgány.
- Lidské tkáně a buňky – Dozor nad darováním, opatřováním, vyšetřováním, zpracováním, skladováním a distribucí lidských tkání a buněk směřující k zajištění jejich jakosti a bezpečnosti. Součástí této činnosti je vydávání povolení k činnosti tkáňového zařízení, odběrového zařízení nebo diagnostické laboratoře, provádění kontrol, sledování závažných nežádoucích událostí a reakcí nebo podezření na ně, a v případech pochybností rozhodování, zda jde o tkáně a buňky podléhající regulaci zákonem č. 296/2008 Sb., o zajištění jakosti a bezpečnosti lidských tkání a buněk určených k použití u člověka a o změně některých souvisejících zákonů (zákon o lidských tkáních a buňkách).
- Prosazování práva (enforcement) – Vyhledávání a postihování protiprávního jednání a dále prosazování práva v případech, kdy byl zjištěn nelegální stav. Neoprávněné zacházení s léčivy zahrnuje výrobu, dovoz, distribuci, výdej nebo prodej, přípravu a souběžný dovoz léčivých přípravků bez platného povolení či oprávnění, včetně provádění klinického hodnocení a provádění činnosti kontrolní laboratoře bez příslušných povolení či ohlášení. V rámci prosazování práva Ústav spolupracuje s dalšími institucemi v ČR i v zahraničí (zejména Policie ČR, Celní správa, SZPI, kontrolní úřady členských států EU).
- Dozor nad reklamou – Výkon dozoru nad dodržováním zákona č. 40/1995 Sb., o regulaci reklamy, v oblasti reklamy na humánní léčivé přípravky a sponzorování v této oblasti (s výjimkou rozhlasového a televizního vysílání). Šetření podnětů na závadnou reklamu na léčivé přípravky, vydávání odborných stanovisek k reklamním materiálům a k problematice regulace reklamy. Zákonem se musí řídit zadavatelé, zpracovatelé, šiřitelé reklamy, ale i zdravotničtí odborníci, a to např. v případech, že se zúčastňují sponzorovaných nebo reklamních akcí (např. setkání odborníků, vědeckých konferencí atd.), využívají reklamních vzorků a poskytují pacientům reklamní materiály o léčivých přípravcích.
- Laboratorní činnosti a lékopisy – Rozbory léčiv požadované zákonem (např. z namátkových kontrol léčiv na trhu, propouštění šarží), na vyžádání jinými útvary ústavu, příp. orgány státní správy a v rámci mezinárodní spolupráce. Laboratoře jsou začleněny do mezinárodní sítě General Network of Official Medicines Control Laboratoriem. Lékopisná část se podílí na vydávání Českého lékopisu a přípravě Evropského lékopisu.
- Zdravotnické prostředky – Činnosti, které vyplývají z legislativy vztahující se k bezpečnosti zdravotnických prostředků, které jsou na trhu v České republice. Dle zákona č. 123/2000 Sb., o zdravotnických prostředcích, provádí šetření nežádoucích příhod zdravotnických prostředků a jejich vyhodnocování, kontroluje provádění klinického hodnocení nebo klinických zkoušek zdravotnických prostředků. Kontroluje zdravotnické prostředky u poskytovatelů zdravotní péče, při kterých se zaměřuje zejména na vedení a uchovávaní evidence a dokumentace, např. na záznamy o provádění údržeb a oprav, záznamy o instruktážích, periodických kontrolách a nežádoucích příhodách.
- Publikační činnost:
  - Věstník SÚKL vychází pravidelně 1× měsíčně a informuje o aktivitách SÚKL a vývoji regulačních opatření v oblasti léčiv a zdravotnických prostředků,
  - Výroční zpráva vychází začátkem roku a obsahuje souhrn všech informací o činnosti SÚKL,
  - Bulletin Farmakoterapeutické informace vychází měsíčně a jako nezávislý lékový bulletin je členem prestižní Mezinárodní společnosti lékových bulletinů (ISDB).
  - Informační zpravodaj – Nežádoucí účinky léčiv slouží k předávání důležitých informací z farmakovigilančního systému, tedy informací o nežádoucích účincích léčiv po jejich uvedení do klinické praxe a také plní funkci nástroje zpětné vazby.
- Konzultační činnost – Státní ústav pro kontrolu léčiv poskytuje v rámci své činnosti konzultace vztahující se ke všem oblastem jeho působení. Konzultace mohou být odborné nebo se mohou týkat formálních a procedurálních stránek činností zajišťovaných SÚKL.

### Spolupráce SÚKL
Spolupráce SÚKL s Ministerstvem zdravotnictví a dalšími státními i mezinárodními organizacemi je jedním z hlavních úkolů vedle základní činnosti a poslání SÚKL.

#### Spolupráce s institucemi EU a dalšími zahraničními partnery
Mezinárodní aktivity SÚKL jsou především soustředěny na spolupráci s institucemi EU a členskými státy EU. SÚKL se aktivně zúčastňuje práce ve více než 40 evropských nebo mezinárodních výborech nebo pracovních skupinách, například:
- Síť ředitelů lékových agentur (HMA)[1] – SÚKL spolupracuje a koordinuje své odborné činnosti se zástupci jiných lékových agentur EU a EHP nejenom na úrovni ředitelů, ale i v rámci mnoha pracovních skupin založených řediteli pro aktuální témata.
- Síť regulačních autorit v oblasti cen a úhrad léčiv (NMCAPR) – Spolupráce zástupců kompetentních autorit v oblasti cen a úhrad léčiv. Tato síť spolupráce byla založena na mítinku ve slovinském Brdu v roce 2008 v návaznosti na činnost Farmaceutického fóra. Setkání pořádá stát předsedající EU. Přípravu jednání a sledování aktuálního dění má na starosti organizační komise (OC), která se skládá ze zástupců 4 členských států (stát s minulým předsednictvím, současně předsedající, a 2 státy s následujícím předsednictvím) a 2 zástupců komise. Hlavní práci má na starosti předsedající stát.
- Evropská léková agentura (EMA)[2] – Odborní pracovníci SÚKL jsou aktivně zapojeni zejména v práci vědeckého Výboru EMA pro humánní léčivé přípravky (CHMP), Výboru pro léčivé přípravky pro vzácná onemocnění (COMP), Koordinační skupiny pro postupy vzájemného uznávání a decentralizované postupy – humánní léčivé přípravky (CMD-h) a Výboru pro rostlinné léčivé přípravky (HMPC).
- Evropská komise (EK) – Českou republiku SÚKL reprezentuje ve výborech, Pharmaceutical Committee a Standing Committee a také v Transparency Committee.
- Rada EU – Českou republiku SÚKL zastupuje v rámci své gesce u jednotlivých aktuálních dokumentů na jednání Pracovní skupiny Rady EU pro léčiva a zdravotnické prostředky.
- Rada Evropy – V rámci Rady Evropy se prohlubuje spolupráce v oblasti padělků, internetového prodeje léčiv a nelegálního zacházení s léčivými přípravky.
- Evropské ústředí pro kvalitu léčiv a zdravotní péče Rady Evropy (EDQM)[3]
- Organizace pro hospodářskou spolupráci a rozvoj (OECD)[4]
- Světová zdravotnická organizace (WHO)[5]
- Medicine Evaluation Committee (MEDEV)[6] – SÚKL je od 1. 4. 2010 členem. Jedná se o mezinárodní komisi založenou v roce 1998. Jejími členy jsou např. evropské instituce rozhodující o cenách a úhradách léčivých přípravků, plátci zdravotní péče a akademické organizace. Tato komise je zaměřena na výměnu informací v otázkách hodnocení klinické a relativní efektivity nových léčiv, farmakoekonomiky a nákladů na zdravotní péči.
- Health Technology Assessment international (HTAi)[7]

SÚKL se do mezinárodních diskusí zapojuje i jinou formou než členstvím v různých pracovních skupinách a aktivní účastí. Mezi nejčastější formy patří přispívání do veřejných konzultací, mezinárodních rešerší či podílení se na různých mezinárodních iniciativách.

#### Spolupráce se státními institucemi v ČR
SÚKL zpracovává rozbory, stanoviska, hlášení a připomínky k různým materiálům, zejména pro:
- Ministerstvo zdravotnictví České republiky – Intenzivní spolupráce s Ministerstvem zdravotnictví probíhá zejména při přípravě a následném legislativním procesu schvalovaní nových právních předpisů, které se týkají činnosti SÚKL.
- Ministerstvo financí České republiky – Spolupráce v agendách celní správy (prevence padělání léčiv) a finanční/daňové správy (prevence daňových deliktů).
- Ministerstvo životního prostředí České republiky – Na Ministerstvo životního prostředí je SÚKL napojen v agendě geneticky modifikovaných organismů, obalů léčiv a některých inspekčních aktivit.
- Ministerstvo průmyslu a obchodu České republiky – S Ministerstvem průmyslu a obchodu konzultuje regulační otázky s dopadem na výrobce léčiv a reklamu léčivých přípravků.
- Ministerstvo zahraničních věcí České republiky – S Ministerstvem zahraničí a Stálým zastoupením ČR při EU v Bruselu probíhají jednání zejména ve vztahu k projednávaným změnám farmaceutické legislativy.
- Ministerstvo školství, mládeže a tělovýchovy České republiky a pro další ústřední správní orgány.

Zásadní význam je přikládán i spolupráci s úřadem Zmocněnce pro zastupování státu před Soudním dvorem Evropské unie (ESD).

### Organizační struktura
V areálu Státního zdravotního ústavu se na adrese Šrobárova 48, Praha 10, nachází i centrální pracoviště SÚKL.
Regionální pracoviště SÚKL lze nalézt kromě Prahy také v Plzni, Českých Budějovicích, Hradci Králové, Brně, Olomouci a v Ostravě.

### Financování
Činnost SÚKL je v posledních letech financován převážně z jeho vlastní činnosti. Z náhrad výdajů za odborné činnosti SÚKL získává finanční prostředky, které podle zákona č. 378/2007, o léčivech, prováděl SÚKL na žádost výrobců, distributorů, prodejců a jiných právnických i fyzických subjektů. Příjmy za provedené odborné úkony SÚKL postupně využívá v souladu se zákonem č. 218/2000 Sb., o rozpočtových pravidlech, na financování výdajů, nezajištěných prostřednictvím přídělu finančních prostředků ze státního rozpočtu, a to na financování mzdových, provozních a investičních potřeb.
Svojí činností SÚKL dále získává finanční prostředky, které následně odvádí do státního rozpočtu, a to zejména vybíráním správních poplatků za podávané žádosti, ostatními rozpočtovými příjmy jako jsou např. úroky z finančních prostředků na vkladových účtech u České národní banky, příjmy za poskytování služeb a informací, pronájem aj. V neposlední řadě jsou to také pokuty, které SÚKL ukládá za porušení některých zákonných povinností.

### Politika SÚKL
SÚKL má stanovené následující strategické cíle:
- Služby a činnosti v oblasti humánních léčiv zajišťuje na vysoké úrovni, v reálně nejkratších časových termínech a bez vytváření překážek pro používání léčiv.
- Proaktivně harmonizuje nesoulad mezi rozdílným stanovením regulací u stejných nebo zaměnitelných předmětů regulačního zájmu, ať již byly stanoveny výhradně ústavem nebo jinými regulátory.
- Zvýšenou aktivitou v oblasti dohledu nad reklamou a nelegálním zacházením s léčivy, a obdobně zvýšeným zájmem o kvalitu a použitelnost informací o registrovaných léčivých přípravcích pro pacienty, přispívá k emancipaci uživatele léčiv v procesu péče o vlastní zdraví, rozhodování o užití léčiv na základě informovanosti jak o účincích, tak o rizicích léčby.
- Zajišťuje správu datového úložiště pro elektronickou preskripci, s cílem podpory farmakovigilanční aktivity a možnosti intervence ústavu ve věci ochrany jednotlivců a veřejnosti před riziky farmakoterapie.
- Hodnotí efektivnost systému regulace pravidelným hodnocením ukazatelů jednotlivých aktivit útvarů SÚKL a hodnocení spokojenosti jeho zákazníků a partnerů.
- Zajišťuje služby a činnosti v souladu se zásadami systému řízení jakosti ve shodě s požadavky normy ČSN EN ISO 9001:2001, v oblasti kontrolních laboratoří podle normy ČSN EN ISO/IEC 17025.
- Rozvíjí již zavedený systém bezpečnosti informací podle normy ČSN ISO/IEC 27001:2005.
- Rozvíjí informační podporu státní správy a veřejnosti s cílem odstraňování neznalosti o lékové politice a reálném stavu zacházení s léčivy.
- Proaktivně prezentuje dosažené cíle a vytváří pozitivní vnímání SÚKL z pohledu klíčových účastníků regulace a veřejnosti.
- Usiluje o mezinárodní uznání činnosti SÚKL v rámci spolupráce lékových agentur v EU, se strukturami EU spojenými s předsednictvím ČR v Radě Evropy. V této souvislosti je podporována aktivní účast zástupců SÚKL při mezinárodní spolupráci v rámci Evropského společenství i v celosvětovém měřítku.
- Zvyšuje kvalifikaci zaměstnanců na úroveň potřebnou pro zajišťování expertních činností, podporuje prohlubování odborné způsobilosti zaměstnanců a zabezpečování jejich trvalého odborného růstu ověřováním jejich potřeb a realizací plánů vzdělávání.
- Naplňuje politiku používáním vhodných motivačních nástrojů pro zaměstnance, kteří jsou základním zdrojem pro plnění úkolů ústavu.

## Historie

### Historie SÚKL
Historie Státního ústavu pro kontrolu léčiv se pojí se začátky formování Československa jako samostatného státu. Bezprostředním předchůdcem Státního ústavu pro kontrolu léčiv byl Ústav pro zkoumání léčiv, který byl ustaven již roku 1918. Laboratoře tohoto ústavu byly rozmístěny na několika pracovištích University Karlovy v Praze. Roku 1931 byly laboratoře ústavu soustředěny v areálu Státního zdravotního ústavu. Zde je ústav, v budovách 24 a 30, umístěn dodnes.
Vyhláškou Ministerstva zdravotnictví z 24. dubna 1952 byl zřízen Státní ústav pro kontrolu léčiv (SÚKL) a byl tak zcela vyčleněn z organizační struktury Státního zdravotního ústavu (SZÚ). Při této příležitosti byla činnost ústavu rozšířena i o kontrolu „zdravotních potřeb, zejména léčebných a diagnostických pomůcek a dezinfekčních nebo jiných prostředků“. Roku 1969 byla všechna pracoviště ústavu soustředěna v nové budově (č. 24). Roku 1992 byly k ústavu přičleněny tzv. „laboratoře kontroly léčiv“, zaměřené na kontrolu provozu lékáren, kontrolu zacházení s léčivými přípravky dodávanými do zdravotnických zařízení a kontrolu kvality surovin dodávaných do lékáren distributory. Tyto laboratoře byly dříve součástí Lékárenské služby a působily regionálně v rámci tehdejších Krajských ústavů národního zdraví. V roce 1992 ústav spolu s pracovištěm posuzujícím přístrojovou zdravotnickou techniku používanou ve zdravotnictví převzal i agendu schvalování zdravotnických přístrojů.
V roce 1997 došlo rozhodnutím ministra zdravotnictví k rozšíření této agendy na veškerou schvalovací činnost vztahující se ke všem typům zdravotnických prostředků. Rozsah činností ústavu v oblasti léčiv byl v roce 1997 upřesněn zákonem č. 79/1997 Sb., o léčivech. K dalším úpravám docházelo průběžnou novelizací tohoto zákona. V oblasti zdravotnických prostředků byl rozsah činností ústavu upraven zejména zákonem č. 123/2000 Sb., o zdravotnických prostředcích, který činnost SÚKL v této oblasti soustředil na zajištění bezpečnosti prostředků, které jsou již na trhu. Proces schvalování zdravotnických prostředků byl převeden na Ministerstvo zdravotnictví ČR.
Na základě zákona č. 138/2002 Sb., který novelizoval zákon o regulaci reklamy, se od 1. června 2002 stal SÚKL dozorovým orgánem pro dohled nad reklamou na humánní léčivé přípravky. S účinností od 1. ledna 2008 byl SÚKL zákonem č. 48/1997 Sb., o veřejném zdravotním pojištění, pověřen stanovováním maximálních cen léčivých přípravků a stanovováním výše a podmínek úhrady léčivých přípravků. Od stejného data SÚKL provádí cenovou kontrolu léčivých přípravků, potravin pro zvláštní lékařské účely a zdravotnických prostředků. Rozšíření činností SÚKL přinesl i zákon č. 296/2008 Sb., o lidských tkáních a buňkách, který s účinností od 18. října 2008 postavil SÚKL do pozice instituce zajišťující dohled nad jakostí a bezpečností lidských tkání a buněk určených k použití u člověka. Zatím poslední změnu v rozsahu činnosti přinesla novela zákona č. 167/1998 Sb., o návykových látkách, která rozšířila dozorové činnosti i na oblast omamných a psychotropních látek.

### Ředitelé SÚKL
- od roku 1952 – prof. PhDr. PhMr. Eduard Skarnitzl
- od roku 1959 – Ing. Jan Buriánek, CSc.
- od roku 1982 – doc. MUDr. Jiří Elis, DrSc.
- na přechodné období od 31. 8. 1990 do 25. 2. 1991 byl vedením pověřen RNDr. Jan Mikeska, CSc.
- od roku 1991 – doc. RNDr. Jiří Portych, CSc.
- od roku 1993 – RNDr. Jan Mikeska, CSc.
- od roku 1994 – MUDr. Milan Šmíd, CSc.
- na přechodné období od 12. 7 2006 do 15. 9. 2006 byl vedením pověřen MUDr. Michal Sojka
- na přechodné období od 16. 9. 2006 do 31. 12. 2006 byla vedením pověřena RNDr. Jitka Šabartová, CSc.
- od roku 2007 – PharmDr. Martin Beneš
- od 2. 5. 2012 – MUDr. Pavel Březovský, MBA
- od 10. 2. 2014 – PharmDr. Zdeněk Blahuta
- od 1. 3. 2018[zdroj?] – Mgr. Irena Storová (18. prosince 2017 pověřená, 29. června 2018 jmenovaná[8])
- od 21. 9. 2023 – Mgr. Kateřina Podrazilová, Ph.D.[9]
- od 20. 12. 2023 – PharmDr. Jakub Velík, Ph.D. (pověřen řízením)[10]
- od 1. 5. 2024 – MUDr. Tomáš Boráň[11]

## Léčiva

### Životní cyklus léčiva
Uvedení léčivého přípravku na trh předchází dlouholetý vývoj, který je i značně finančně náročný. Léčivo musí projít několika fázemi klinického hodnocení. Jeho výsledkem je stanovení nejvhodnějšího dávkování pro pacienta, kdy je přípravek účinný s minimálním rizikem nežádoucích účinků.
Další etapou je registrace SÚKL nebo evropské lékové agentury, kdy jsou posuzovány předložené výsledky klinického hodnocení a další požadavky zákona. Po registraci může být léčivý přípravek uveden na trh. Pro zajímavost z 10 až 20 tisíc nově vyvinutých látek se pouze 5 až 10 dostane do fáze klinických hodnocení na člověku a jen jedna léčivá látka je následně registrována jako léčivo vhodné pro pacienty.
V té chvíli začíná jeho hodnocení v praxi. Sleduje se výskyt nežádoucích účinků, účinky přípravku, případně interakce s dalšími přípravky. V případě výskytu neočekávaných nežádoucích účinků je tato informace zpracována a uvedena v souhrnné informaci o přípravku. Pokud se projeví závažnější nežádoucí účinky, je léčivých přípravek úplně stažen z oběhu.

### Klinické hodnocení léčiv
Klinický vývoj zcela nového léku probíhá v několika fázích, jejichž cílem je získat pro navržený účel použití léku dostatek informací, aby se mohl vyhodnotit poměr mezi jeho prospěchem a riziky:
1. I. fáze představuje studie/klinická hodnocení nejčastěji prováděná na zdravých dobrovolnících. Výzkum na zdravých dobrovolnících se neprovádí, je-li podání látky zdravému člověku vysoce nevhodné (např. u cytostatik). V rámci I. fáze se zjišťuje, jak je nová látka lidským organismem tolerována, případně jaký je její osud v organismu. Aby bylo možné zjistit vhodné dávkování s minimálními nežádoucími účinky, začíná se podáváním nízkých dávek, které se postupně zvyšují. V rámci této fáze tedy není hodnocena účinnost léčivého přípravku.
2. V II. fázi se látka poprvé podává v dané indikaci malému počtu vybraných nemocných (desítky až stovky). Ověřují se léčebné účinky na lidský organismus, hledá se vhodná dávka a zároveň se shromažďují i další údaje, např. o chování v organismu a snášenlivost. Potvrdí-li se v této fázi dobrá účinnost a přijatelně nízký výskyt nežádoucích účinků, přechází se do III. fáze. To jsou již studie s velkým souborem testovaných osob (stovky až tisíce pacientů), které mají na velkém počtu pacientů prokázat účinnost. Tedy upřesní, zda nový lék je u zvoleného onemocnění, určené skupiny pacientů a při zvoleném způsobu podávání účinný. Studie zároveň poskytnou další informace o bezpečnosti hodnoceného přípravku. Projde-li nový lék úspěšně všemi fázemi klinického hodnocení, lze všechny výsledky testování předložit k registraci léku státní autoritou. Po zaregistrování je možné používat přípravek při poskytování zdravotní péče v České republice. Uvedením do zdravotní péče však sledování nového léčiva nekončí.
3. Ve IV. fázi se shromažďují informace o výskytu nežádoucích účinků, o účincích při dlouhodobém podávání, nové informace o možných interakcích s jinými léky, o podávání speciálním skupinám osob jako jsou např. staří lidé, děti, gravidní ženy, dialyzovaní pacienti apod. V dlouhodobých studiích se např. sleduje, jak léčivo ovlivňuje mortalitu pacientů, tj. zda jeho podávání prodlužuje jejich život a zlepšuje jeho kvalitu (či naopak).

Přehled schválených klinických hodnocení je k dispozici na internetových stránkách SÚKL.

### Registrace léčivých přípravků
Léčivé přípravky musí před uvedením na náš trh projít schvalovacím řízením, které nazýváme registrace léčivého přípravku (udělení povolení k uvedení na trh). Hlavním důvodem pro tento postup je minimalizace předvídatelných rizik spojených s uvedením léčivého přípravku na trh. Státní ústav pro kontrolu léčiv (SÚKL) v ČR a Evropská léková agentura (EMA) pro EU v tomto procesu hodnotí doložení účinnosti, jakosti a bezpečnosti léčivého přípravku. Postup je založený na hodnocení souladu předložené dokumentace s požadavky právních předpisů a nejaktuálnějších vědeckých poznatků. Výstupem je hodnotící zpráva a Rozhodnutí o registraci.

#### Typy registračních procedur v ČR
- Národní – registrace pouze v jenom státě, např. ČR, a pouze v případě, že léčivý přípravek není registrován v jiné zemi EU. Je zakázána pro přípravky s povinnou centralizovanou registrací a pro přípravky, které už jsou v EU registrovány nebo u kterých probíhá registrace v jiném členském státě EU. Tento typ procedury je stále méně používán.
- Vzájemného uznávání – je určena pro uznání již existující registrace v jednom členském státě ostatními státy EU. Stát, ve kterém je přípravek zaregistrován „národně“, se stane referenčním, ostatní státy Společenství vybrané žadatelem jsou členské (CMS, concerned member state). Referenční stát vypracuje hodnotící zprávu, ostatní státy ji během registrační procedury posoudí a rozhodnou o kladném nebo záporném stanovisku ve své zemi.
- Decentralizovaná – registrace přípravku, který ještě není registrován v žádném členském státě. Jeden ze států je žadatelem zvolen jako referenční, ostatní vybrané státy Společenství jsou členské. Všechny zainteresované státy během registrační procedury žádost posoudí a rozhodnou o kladném nebo záporném stanovisku ve své zemi.
- Centralizovaná – hodnocení zajišťuje Evropská léková agentura (EMA) a registraci uděluje Evropská komise (EK). Tato registrace platí ve všech členských státech EU. Tato procedura je povinná pro biotechnologicky připravené přípravky, nové léčivé látky pro indikace AIDS, onkologická onemocnění, neurodegenerativní onemocnění, diabetes a pro přípravky určené k léčbě velmi vzácných onemocnění, které se týkají pouze omezeného počtu pacientů.

Registrační postupy v ČR probíhají v souladu s legislativou v EU. Registrační postupy se liší hlavně podle toho, zda se jedná o registraci přípravku „originálního – referenčního“ nebo „generika“ (levnější alternativa originálních léků). Před registrací originálního přípravku probíhá několikaletý vývoj a jejich testování v rámci klinického hodnocení. U generických přípravků nemusí být provedeny všechny fáze klinických studií (od fáze I. až po fázi III.), ale postačí provést pouze bioekvivalenční studii (provádějí se s cílem prokázat porovnáním farmakokinetických vlastností léčivých přípravků jejich terapeutickou srovnatelnost). Pro registraci tradičních rostlinných přípravků (přípravek se používá minimálně 30 let, z toho 15 let v zemi EU) a také homeopatik je používána zjednodušená registrační procedura (u homeopatik nejsou např. vyžadovány důkazy účinnosti). V rámci registračního řízení SÚKL rovněž posuzuje způsob výdeje léčivého přípravku. Kritéria braná v úvahu při posuzování způsobu výdeje vycházejí ze zákona o léčivech.
V rámci poregistračních aktivit SÚKL schvaluje změny v registraci (např. upřesnění způsobu uchovávání, doplnění indikace, změnu držitele rozhodnutí, změnu výrobce, změnu vnějšího obalu apod.), prodloužení registrace, převody registrací, ukončení registrace, roční přehodnocování, arbitráže. Registrační a poregistrační procesy se neustále vyvíjejí a zdokonalují, musí reagovat na vědecko-technický pokrok a zajistit, aby léčiva legálně dostupná v ČR měla odpovídající úroveň jakosti, účinnosti a bezpečnosti.
Databáze registrovaných léčivých přípravků je k dispozici na internetových stránkách SÚKL.

### Rozdělení léků podle výdeje
- Léčivé přípravky, které jsou vázány na lékařský předpis – do této skupiny spadají přípravky, které mohou představovat neúměrné riziko poškození zdraví, pokud jsou použity bez dohledu lékaře, pokud jsou často používány nesprávně nebo se používají parenterálně (injekčně, infuzně…). Výdej těchto přípravků je možný pouze v lékárně.
- Léčivé přípravky, které nejsou vázány na recept – do této skupiny spadají přípravky, které mají nízkou toxicitu, nízké riziko závažných nežádoucích účinků, mohou být používány u onemocnění, která si dokáže pacient určit sám (tzv. samodiagnóza) a riziko ohrožení zdraví při nesprávném užívání přípravku je nízké. Užívání těchto přípravků by nemělo zakrýt příznaky závažnějšího onemocnění, které pacient nerozpozná a nevyhledá tak včas lékaře. Výdej těchto přípravků je možný v lékárnách nebo zásilkovým prodejem přes internet provozovaný lékárnami.
- Léčivé přípravky, které nejsou vázány na recept, ale jejich výdej je s omezením – do této skupiny spadají přípravky, které nesplňují kritéria pro výdej na předpis, ale mohou přímo nebo nepřímo představovat nebezpečí pro zdraví lidí, neboť jsou často a v širokém rozsahu používány nesprávně nebo jejich správné použití předpokládá nezbytně nutnou odbornou poradu s farmaceutem. Výdej těchto přípravků je možný pouze v lékárnách.
- Vyhrazená léčiva – jsou humánní léčivé přípravky určené pro jednotlivého pacienta s předpokladem, že slouží k pokrytí individuální potřeby pacienta nebo jemu blízkých osob bez odborné konzultace, a to zvláště je-li potřebná akutní dostupnost přípravku. Proto i velikost balení takového přípravku odpovídá tomuto účelu. Prodej těchto přípravků je možný i mimo lékárny – u prodejců vyhrazených léčiv.
- Homeopatika – jsou léčivé přípravky, které obsahují velmi malé množství působících látek, které ve velkých dávkách vyvolávají efekt podobný tomu, jaký má léčená choroba a tím spustí odpovídající imunitní odezvu organismu. Výdej těchto přípravků je možný v lékárnách nebo zásilkovým prodejem přes internet provozovaný lékárnami v případě volně prodejných homeopatik.

### Neintervenční poregistrační studie
Držitel rozhodnutí o registraci má podle zákona o léčivech povinnost hlásit veškeré prováděné poregistrační studie, resp. neintervenční poregistrační studie, a to s platností od 1. ledna 2008. Neintervenční studie je hodnocení, v rámci kterého se používají léčivé přípravky běžným způsobem a v souladu s podmínkami jejich registrace. Neintervenční poregistrační studie bezpečnosti je farmakoepidemiologická studie prováděná v souladu s rozhodnutím o registraci a za účelem identifikace nebo kvantifikace bezpečnostního rizika ve vztahu k registrovanému léčivému přípravku.
Ze zákona je povinností držitele rozhodnutí o registraci informovat SÚKL o záměru provést neintervenční poregistrační studii s tím, že poskytne následující údaje:
- jméno, popřípadě jména, příjmení a místo podnikání držitele rozhodnutí o registraci, jde-li o fyzickou osobu, nebo obchodní firmu a sídlo držitele rozhodnutí o registraci, jde-li o právnickou osobu,
- identifikaci přípravku, který má být předmětem studie, kódem, který je přidělený přípravku Ústavem
- název studie,
- identifikační číslo studie, pod kterým jsou vedeny dokumenty držitele rozhodnutí o registraci vztahující se ke studii,
- účel, uspořádání, zaslepení, rozsah a cílové parametry studie,
- datum zahájení studie, předpokládané datum ukončení sběru dat, dokončení analýz a předání závěrečné zprávy.

Dále musí nahlásit ukončení studie, v rámci kterého SÚKL informuje o místu konání studie (jména lékařů zapojených do studie), o nákladech zkoušejícího (lékaře) na provedení studie a předává datum ukončení studie a závěrečnou zprávu.
SÚKL v rámci pravidelného monitorování neintervenční poregistračních studií zjišťuje, zdali studie nesloužila jako krytí pro reklamu. Prověřuje se, zda nebyl porušen zákaz zakotvený v zákoně o regulaci reklamy. Zákon zakazuje držiteli rozhodnutí o registraci, v souvislosti s reklamou na humánní léčivé přípravky zaměřenou na odborníky, nabízet, slibovat nebo poskytovat odborníkům (lékařům, farmaceutům a jiným zdravotnickým pracovníkům) dary nebo jiný prospěch, ledaže jsou nepatrné hodnoty a mají vztah k jimi vykonávané odborné činnosti. Přehled všech nahlášených studií lze nalézt na internetových stránkách SÚKL.

### Dostupnost léčivých přípravků
V lékárnách a ve zdravotnických zařízeních se nejčastěji setkáváme s registrovanými léčivými přípravky, tj. s přípravky, o jejichž registraci vydá rozhodnutí SÚKL nebo Evropská komise. Protože s registračním procesem jsou spojeny finanční náklady, a protože i léčivý přípravek je druhem zboží, které má přinášet zisk, ne vždy se farmaceutická firma rozhodne pro registraci svého přípravku pro Českou republiku.
V rámci léčby může lékař použít i neregistrované léčivé přípravky. Použití je však dáno zákonem a pacient musí být v takovém případě vždy informován lékařem.

### Léčiva pro vzácná onemocnění – „orphans“
Označení „vzácná onemocnění“ (anglicky rare diseases – RD) se vztahuje na skupinu závažných, ale přitom různorodých onemocnění, jejichž společným znakem je nízký výskyt v populaci (u většiny vzácných diagnóz jsou to 1–3 nemocní na 10 000 obyvatel).
Pokud léčivý přípravek není registrován v žádné členské zemi EU, a jde o léčivý přípravek určený k léčbě vzácných onemocnění, jsou usnadněny postupy jeho registrace pro celou Unii, tedy i pro Českou republiku. Administrativní proces přiznání statutu léčivého přípravku pro vzácná onemocnění (v angličtině se užívá termínu orphan drugs nebo orphan medicines) se nazývá proces designace orphan (designation process for orphan medicines). Z tohoto statutu vyplývají pro výrobce určité výhody, které kompenzují malý počet pacientů, pro které je lék určen (poradenství při přípravě žádosti, delší exkluzivita na trhu, nižší poplatky za registraci).
Proces designace orphan zajišťuje v Evropské lékové agentuře Komise pro léčivé přípravky pro vzácné použití, která formuluje k předložené žádosti své stanovisko. Konečné rozhodnutí v procesu vydává Evropská komise ve spolupráci s Evropskou lékovou agenturou (EMA).

### Ceny a platby za léčiva

#### Regulace cen léčiv v ČR
Léčivé přípravky hrazené ze zdravotního pojištění jsou regulovány na úrovni:
- ceny výrobce – Je regulována maximální cena výrobce (výše maximální ceny stanovená SÚKL, tuto cenu nesmí výrobce nebo dovozce překročit), nebo léky podléhají ohlašovací povinnosti tzv. cen původce (před uvedením na trh držitel rozhodnutí o registraci nahlásí SÚKL cenu, kterou poté nesmí překročit). V obou případech platí, že výše uvedené ceny se nesmí překročit. Je však možné léčivý přípravek obchodovat za cenu nižší.
- výkonů velkoobchodu/maloobchodu (distributor/lékárna) – Je regulována obchodní přirážka (distributor spolu s lékárnou mohou uplatnit obchodní přirážku pouze ve výši stanovené Ministerstvem zdravotnictví).

Léčivé přípravky, které nejsou hrazeny ze zdravotního pojištění, nemají regulovánu cenu ani na úrovni výrobce (cena, za kterou je přípravek uváděn na trh), ani v oblasti obchodní přirážky za výkony velkoobchodu/maloobchodu (distributor/lékárna). Velká část volně prodejných léčiv není hrazena ze zdravotního pojištění, tedy nepodléhají výše popsané regulaci.

#### Stanovení ceny
Maximální cenu výrobce, která je základem pro výpočet prodejní ceny, stanovuje od 1. ledna 2008 SÚKL. Pravidla pro stanovení maximální ceny výrobce jsou jasně vymezena zákonem. Maximální cena výrobce se stanovuje ve výši:
• průměru výrobních cen v zemích referenčního koše (8 zemí EU),
• průměru tří nejnižších výrobních cen ve státech EU nebo
• výrobní ceny nejbližšího terapeuticky porovnatelného přípravku v ČR nebo v EU.
Úhradu, tedy část ceny pro konečného spotřebitele, kterou zaplatí zdravotní pojišťovna, stanovuje od 1. ledna 2008 SUKL. Proces stanovení úhrady léku je popsán v zákoně. Stanovení úhrady probíhá ve správním řízení, do kterého může vstupovat zdravotní pojišťovna a výrobce léku. Metodiky, dle kterých jsou vypočítávány maximální ceny výrobce a úhrady zdravotní pojišťovnou, jsou uvedeny na internetových stránkách SÚKL.

#### Rozdíl v ceně mezi originálním lékem a generikem
Originální léčivé přípravky, jejichž vývoj trvá řadu let, potřebují pro registraci (schválení) doložit účinnost a bezpečnost léčiva. Toho lze dosáhnout pouze rozsáhlou a finančně náročnou klinickou studií. U registrace generik je předložena „pouze“ žádost, ve které se odkazuje na klinickou studii provedenou v rámci registrace nějakého originálního léčiva a je předložena většinou jen studie bioekvivalence. Z tohoto popisu je jednoznačné, že pro registraci originálu je tedy nutné vynaložit větší finanční prostředky, které se však poté odrazí i v prodejní ceně léčiva.

### Léky a jejich bezpečnost
Používání každého léku s sebou nese možná rizika. Při schvalování léku se posuzuje, zda přínos z léčby převažuje nad případnými riziky. Nejvýznamnějším rizikům se předchází registračním procesem a kontrolou kvality. Hlavní příčinou negativního vlivu léčiv jsou chyby při jejich používání. V případě výskytu závažných nebo neočekávaných nežádoucích účinků musí lékař nebo jiný zdravotnický pracovník hlásit tuto skutečnost do 15 dnů na SÚKL. I všechny farmaceutické společnosti musí mít svůj systém sledování bezpečnosti léků. Na každý přípravek je minimálně jednou za 5 let držitelem rozhodnutí o registraci vypracován a předložen SÚKL podrobný rozbor jeho bezpečnosti Každý léčivý přípravek je provázen schválenými podrobnými texty (Příbalový leták a Souhrn údajů o přípravku), které obsahují důležité informace pro správné a bezpečné používání.

#### Farmakovigilance

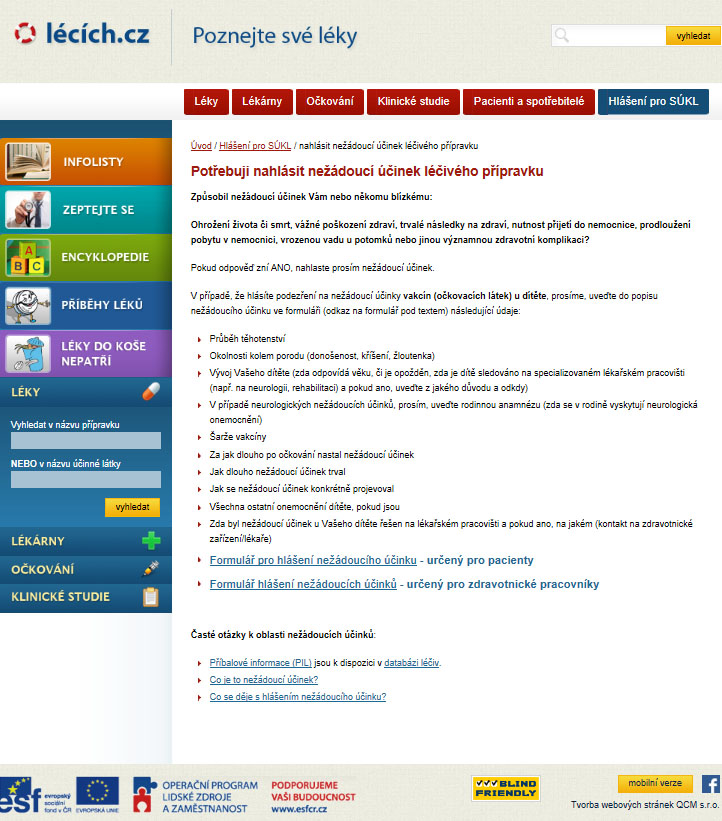
Formulář hlášení nežádoucích účinků léčiv

Farmakovigilance (tzv. „léková bdělost“) je systém pro sledování bezpečnosti léčivých přípravků při běžném používání (v klinické praxi). Je to systém zaměřený na sběr a vyhodnocování relevantních informací a prosazení přiměřených zásahů. Na základě sběru těchto dat (především hlášených nežádoucích účinků) může dojít ke změně či rozšíření indikace či kontraindikace léčiva. V nejzávažnějších případech může být léčivo úplně staženo z trhu.
Zákonná povinnost hlásit nežádoucí účinky se vztahuje na všechna podezření ze závažného či neočekávaného nežádoucího účinku, nebo jiné skutečnosti závažné pro zdraví léčených osob související s použitím léčivého přípravku. Tuto povinnost mají ze zákona lékaři, lékárníci, držitelé rozhodnutí o registraci a provozovatelé. Pokud byl pacient léčen více léčivými přípravky najednou, jsou v takovém případě podezřelé všechny podávané přípravky stejným dílem. Mohou existovat důvody, pro které se lékař domnívá, že kauzalita se vztahuje k určitému přípravku, pak je třeba to v hlášení s odůvodněním zdůraznit. Nežádoucí účinek lze SÚKL nahlásit prostřednictvím formuláře hlášení podezření na nežádoucí účinek léčiva. Ten je na stránkách SÚKL k dispozici buď v elektronické nebo v tištěné podobě.
V současné době není hlášení nežádoucích účinků honorováno, jde však o profesionální povinnost lékaře, která je podepřena zákonem. Zákon za nesplnění zákonné povinnosti hlášení závažného či neočekávaného nežádoucího účinku nestanoví sankce.

### Informace a propagace léčivých přípravků

#### Informace o léčivých přípravcích
Na internetových stránkách SÚKL je volně přístupná databáze registrovaných léčivých přípravků. Ta obsahuje všechny léky schválené pro prodej na českém trhu. Součástí databáze u jednotlivých léčiv je Příbalový informační leták, Souhrnná informace o přípravku, informace o účinné látce a držiteli rozhodnutí o registraci, přehled s maximální cenou výrobce/cenou původce, úhradou ze zdravotního pojištění a také orientační prodejní cenou.

##### Příbalová informace (PIL)
Základními požadavky na příbalový leták je čitelnost a srozumitelnost pro cílovou skupinu pacientů. Dále je doporučeno, aby příbalová informace byla členěna do kapitol, a celkově se klade důraz i na grafickou prezentaci celého letáku. Volba např. nevhodného písma (velikosti) či špatné grafické uspořádání může ovlivnit čitelnost letáku.

#### Propagace léčivých přípravků
Reklama na širokou veřejnost je povolena pouze u léčivých přípravků z kategorie bez lékařského předpisu (volně prodejné).
Reklama musí splňovat všechny požadavky stanovené zákonem o regulaci reklamy a zejména by se měla vyvarovat toho, aby naplňovala podstatu nekalé obchodní praktiky nebo reklamy skryté či byla reklamou v rozporu s dobrými mravy atd. Jak reklama, která je nekalou obchodní praktikou, tak skrytá reklama, jsou způsobilé vážně ovlivnit vnímání poskytované informace běžným spotřebitelem a zvláště v případě reklamy na léčivé přípravky může mít nesprávné pochopení informace pacientem – spotřebitelem, zásadní negativní dopad na používání léčivých přípravků a zdraví pacientů.
Dozorem v oblasti reklamy na léčivé přípravky jsou pověřeni:
- Rada pro rozhlasové a televizní vysílání pro reklamu šířenou v rozhlasovém a televizním vysílání a pro sponzorování v rozhlasovém a televizním vysílání.
- Státní ústav pro kontrolu léčiv pro reklamu na humánní léčivé přípravky a sponzorování v této oblasti, s výjimkou reklamy šířené v rozhlasovém a televizním vysílání.
- Ústav pro státní kontrolu veterinárních biopreparátů a léčiv pro reklamu na veterinární léčivé přípravky, s výjimkou reklamy šířené v rozhlasovém a televizním vysílání.
- Krajské živnostenské úřady, ve kterých má sídlo předpokládaný zadavatel (ten, kdo bývá v reklamě podepsán – firma), zpracovatel (většinou reklamní agentura) či šiřitel reklamy (např. noviny, časopis, pošta), v případech reklamy na potraviny, s výjimkou reklamy šířené v rozhlasovém a televizním vysílání.

### Padělky a nelegální přípravky

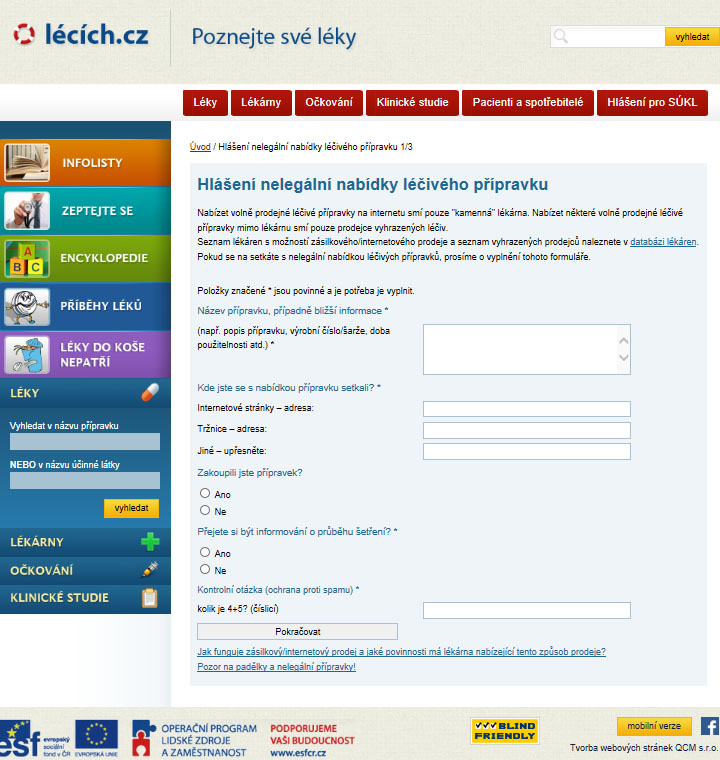
Formulář hlášení nelegální nabídky léků

Nelegálním přípravkem se rozumí výrobek, jehož identita a/nebo původ nejsou úmyslně a podvodně špatně označeny, ale jedná se o výrobek se svým vlastním názvem. Je jím např. výrobek, který je registrován jako léčivý přípravek mimo ČR, výrobek tvářící se jako jiný produkt než léčivý přípravek (např. doplněk stravy) nebo výrobek, který nemá jasně definován svůj statut. Nelegální přípravek splňuje definici léčivého přípravku (např. s ohledem na obsah účinné látky, deklaraci atd.).
Padělkem léčivého přípravku se podle definice WHO rozumí takový přípravek, jehož identita a/nebo původ jsou úmyslně a podvodně nesprávně označeny. Předmětem padělání jsou originální i generická léčiva. Padělky mohou obsahovat správné nebo nesprávné obsahové látky za přítomnosti účinné látky nebo bez ní, případně jsou zabaleny do falešného obalu.
S padělky a nelegálními přípravky se můžeme setkat na černém trhu, což je protiprávní a pro zákazníka vždy rizikové. Nelegálními místy prodejů léků jsou nejčastěji tržiště, fitcentra, ale v poslední době nejoblíbenější internetové stránky. Tímto nezákonným způsobem jsou nabízeny nejčastěji léky na redukci hmotnosti, léčiva na erektilní dysfunkci nebo přípravky na tzv. body building – anabolické steroidy. Internet se díky snazší dostupnosti a díky možné anonymitě stává nejčastějším zdrojem nelegálních nabídek léčivých přípravků. Prodávající se tak schovává za různé inzeráty či nabídky v rámci chatu. Při nákupu léků na internetu je tedy důležité si uvědomit, že lze nabízet pouze registrované léčivé přípravky, které nejsou vázány na lékařský předpis, a že nabízejícím může být pouze schválená „kamenná“ lékárna. Na internetových stránkách musí být jednoznačně uveden provozovatel, který informuje o cenách, způsobu objednávání, možnosti reklamace, a také kontakt na informační službu poskytovanou farmaceutem nebo farmaceutickým asistentem.

#### Nebezpečí
U nelegálních přípravků není možné zaručit účinnost, bezpečnost a kvalitu. Nelze zjistit, kde a kdo je vyrobil, jak byly přepravovány a uchovávány či jaké je jejich složení. Ve chvíli kdy takový lék užijete, musíte vždy počítat s tím, že:
- můžete mít žaludeční problémy,
- můžete skončit na jednotce intenzivní péče, např. z důvodu selhání ledvin.

Takové riziko podstupuje každý, kdo nakupuje léky pomocí nelegálních nabídek, a to ať již kvůli zdánlivé finanční výhodnosti nebo kvůli strachu jít se svým problémem k lékaři.

#### Hlášení podezření
V případě podezření na výskyt padělku nebo nelegálního přípravku je možné vyplnit formulář SÚKL.

### Český lékopis
Český lékopis (zkr. ČL, lat. Pharmacopoea Bohemica) je základní farmaceutické dílo normativního charakteru závazné na území České republiky. Přispívá k zajištění bezpečnosti, účinnosti a kvality léčiv. Český lékopis stanovuje postupy pro výrobu léčivých a pomocných látek, pro výrobu a přípravu léčivých přípravků a pro jejich zkoušení a skladování.
Je připravován Lékopisnou komisí a vydáván Ministerstvem zdravotnictví. Současný Český lékopis obsahuje především články převzaté z Evropského lékopisu, dále pak tzv. národní články, týkající se specifických českých záležitostí.

## Publikační činnost

### Věstník SÚKL
Věstník SÚKL je vydáván Státním ústavem pro kontrolu léčiv měsíčně již od roku 1994. Poskytuje odborné veřejnosti informace o léčivech a zdravotnických prostředcích a ze zákona č. 378/2007 Sb., o léčivech, zajišťuje ve Věstníku SÚKL zveřejnění vydaných rozhodnutí o registraci léčivých přípravků.
Pravidelně jsou publikována opatření při závadách kvality a nežádoucích účincích léčiv, opatření při nežádoucích příhodách zdravotnických prostředků, informace o publikovaných technických normách zaměřených na zdravotnické prostředky, informace o dokumentech vydaných Evropskou lékovou agenturou, číselné údaje o stavu žádostí v SÚKL, měsíční přehled nově schválených výrobců a distributorů léčiv v ČR, čtvrtletní přehled nově schválených lékáren, seznamy léčivých přípravků, u nichž skončí do 3 měsíců platnost rozhodnutí o registraci a seznamy, u nichž v daném měsíci skončila platnost rozhodnutí o registraci. V souladu s citovaným zákonem jsou měsíčně publikovány přehledy nově registrovaných léčivých přípravků a změn v registracích. Ve Věstníku SÚKL jsou dále publikovány všechny nové pokyny SÚKL a jejich aktuální seznam, pokud dojde k jeho obměně, čtvrtletně je zveřejňován článek o „spotřebě“ léčiv po zpracování příslušného čtvrtletí a rovněž jsou publikovány různé informace SÚKL určené regulovaným subjektům. Od roku 2003 je zavedena farmakovigilanční rubrika Černý trojúhelník.
Redakční radu Věstníku SÚKL tvoří ředitel ústavu a vedoucí pracovníci útvarů přímo řízených ředitelem ústavu. Tito pracovníci jsou odpovědni za pravidelné rubriky v souladu s jejich náplní a za příspěvky nepravidelné, jejichž publikování schvaluje redakční rada na pravidelné poradě výkonného managementu SÚKL. Státní ústav pro kontrolu léčiv vydává od roku 2009 Věstník SÚKL pouze v elektronické podobě.

### Další publikace
Bulletin Farmakoterapeutické informace vychází měsíčně a jako nezávislý lékový bulletin je členem Mezinárodní společnosti lékových bulletinů (ISDB). Farmakoterapeutické informace jsou určeny především lékařům a lékárníkům.
Výroční zpráva obsahuje souhrn všech informací o činnosti SÚKL.
Informační zpravodaj Nežádoucí účinky léčiv má sloužit k předávání důležitých informací z farmakovigilančního systému, tedy informací o nežádoucích účincích léčiv po jejich uvedení do klinické praxe a také by měl plnit funkci nástroje zpětné vazby. Díky rozvoji mezinárodní spolupráce na poli soustavného hodnocení poměru přínosů a rizik léčiv se budete moci prostřednictvím zpravodaje setkávat s novinkami nejen z ČR, ale i Evropské unie a celého světa.

## Služby pro veřejnost

### Odborná veřejnost
Spolupráce s odbornou lékařskou veřejností je jednou z hlavních priorit SÚKL. Na internetových stránkách najdou např. lékaři mimo jiné:
- důležité informace a upozornění SÚKL (např. závady v jakosti léčiv, nežádoucí účinky léčiv, nové informace k bezpečnosti léčiv atd.),
- databáze registrovaných léčiv (včetně souhrnu informací o přípravku, příbalového informačního letáku a cenových a úhradových údajích),
- přehledy schválených lékáren, distributorů, výrobců a kontrolních laboratoří,
- přehledy zařízení transfuzní služby a krevních bank,
- spotřeby a jiná hodnocení,
- formuláře pro hlášení pro SÚKL (např. hlášení podezření na nežádoucí účinek léku, hlášení použití neregistrovaného léčivého přípravku atd.),
- formulář pro dotazy a
- kontaktní informace.

### Široká veřejnost

#### Portál pro veřejnost

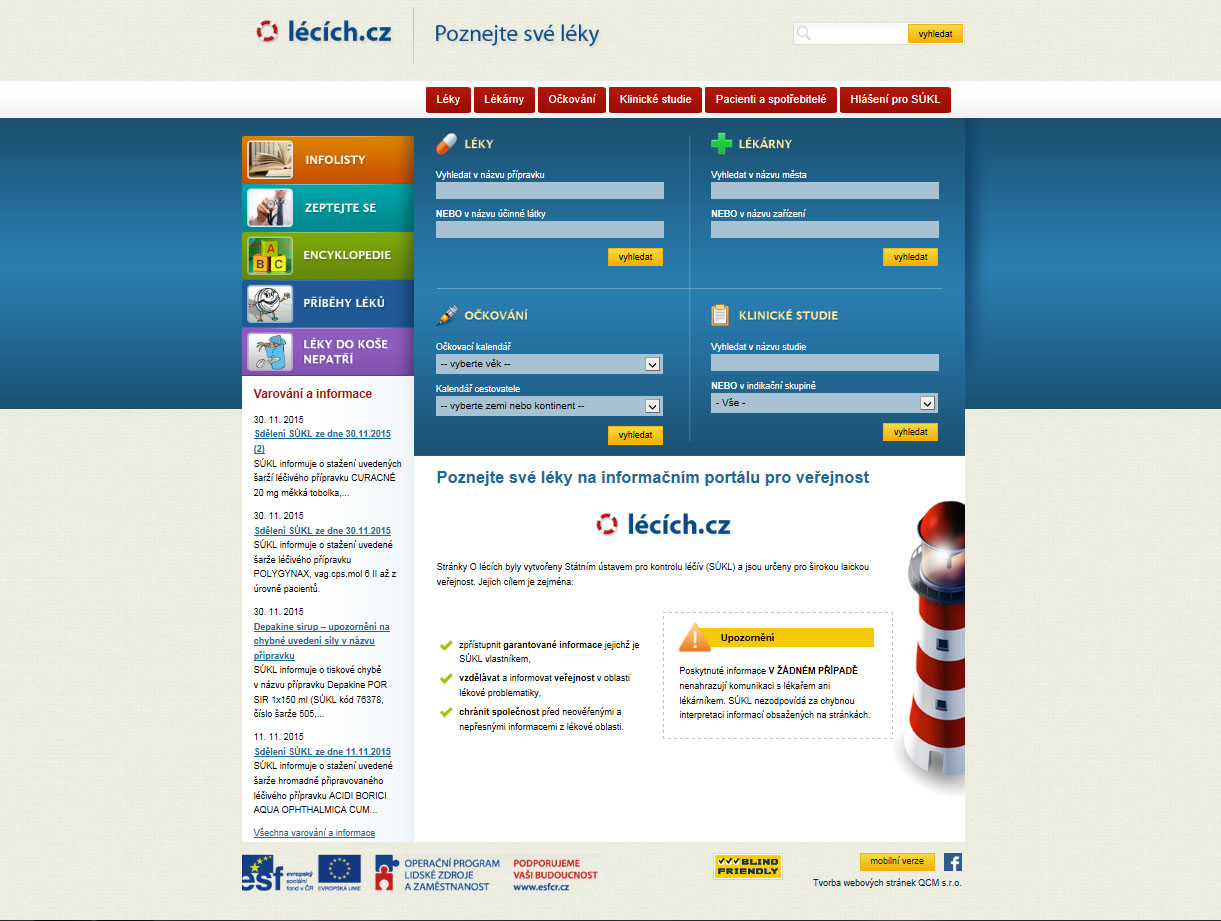
Informační portál pro veřejnost O lécích

Informační portál pro veřejnost pacienty seznamuje s nově uváděnými léky na český trh, s pravidly výdeje nových i již zavedených léků a s jejich působením na lidský organismus. SÚKL se tímto informačním portálem snaží srozumitelnou formou přiblížit široké veřejnosti problematiku léčivých přípravků. Informační portál pro veřejnost se skládá ze čtyř hlavních modulů, ve kterých pacient může najít odpovědi na často kladené otázky:
1. Léky
2. Klinické studie
3. Lékárny
4. Zdravotnické potřeby

a čtyř vedlejších modulů:
1. Zdraví, nemoc a léky
2. SÚKL vás chrání
3. Encyklopedie SÚKL
4. SÚKL a média

Je možno zde nalézt úplný přehled všech registrovaných léčivých přípravků, schválených klinických studií a přehled lékáren. Nově je připravena i databáze volně prodejných léčiv. Pro snazší orientaci je připraven i slovníček a soubor nejčastějších otázek a odpovědí. Tento portál může být využíván také pro informování veřejnosti například o přístupu občanů k osobním lékovým záznamům v centrálním úložišti elektronických receptů nebo léčivých přípravcích, které budou nově dostupné bez lékařského předpisu s omezením. Tyto novinky jsou podobně jako informační portál pro veřejnost zaměřeny na emancipaci pacientů a jejich lepší orientaci ve světě léčiv. Informační portál je v průběhu roku neustále aktualizován a rozšiřován.

#### Databáze všech léčivých přípravků
Databáze registrovaných léčivých přípravků zahrnuje všechna léčiva, která jsou registrována k užití v České republice. A to jak pro zvláštní lékařské účely, tak A volně prodejné léčivé přípravky.

#### Databáze všech lékáren
Databáze všech lékáren obsahuje informace o více než 2 600 lékárnách, jejichž provoz schválil SÚKL.

#### Databáze schválených klinických hodnocení
SÚKL tímto způsobem zpřístupňuje databázi klinických studií povolených v České republice. Klinické studie (klinická hodnocení) slouží k prokázání bezpečnosti, účinnosti nebo jakosti nových léčivých přípravků.

#### Očkovací kalendář
Interaktivní Očkovací kalendář obsahuje informace o očkování a byl sestaven ve spolupráci s úřadem hlavního hygienika. Lze z něj zjistit informace o očkování a jednotlivých vakcínách, o harmonogramu ze zákona povinných i dobrovolných očkování. Pro lepší orientaci jsou povinná očkování znázorněna červeným písmem, nepovinná pak modrým. Navíc je kalendář přehledně strukturován podle věku, onemocnění či očkovací látky.
U každého očkování jsou uvedeny vakcíny, které jsou pro Českou republiku schváleny a které jsou aktuálně na českém trhu dostupné. V databázi registrovaných vakcín lze zjistit detailní informace z elektronického příbalového letáku nebo souhrnu informací o aplikovaném přípravku. Kromě kalendáře si lze na informačním portálu pro veřejnost prostudovat rady určené speciálně rodičům očkovaných dětí.

#### Kalendář cestovatele
Kalendář cestovatele obsahuje nejen informace k očkováním doporučeným Světovou zdravotnickou organizací, ale i informace o schválených a zároveň aktuálně obchodovaných vakcínách. Z tohoto kalendáře se lze také dostat na praktické informace o cizí zemi, publikované na stránkách Ministerstva zahraničí ČR.

#### Řízené dotazování a dotazování odborníků
Pokud nelze najít potřebnou informaci, lze využít „řízené dotazování“. Dotaz bude odeslán do informačního oddělení Státního ústavu pro kontrolu léčiv.
Od začátku roku 2010 byla spuštěna další služba, která návštěvníkům portálu umožní ptát se přímo vybraných odborníků z oblasti lékařství a farmacie. Tato služba informačního portálu pro veřejnost nicméně nenahrazuje osobní konzultaci s lékařem.

#### Portál Nebezpečné léky
V březnu roku 2010 byla spuštěna velká informační kampaň „Nebezpečné léky“, která je zaměřena proti padělkům léčiv, nelegálním přípravkům a nebezpečným lékům obecně. Cílem bylo upozornit širokou veřejnost na možná rizika nákupu léků na internetu. V rámci kampaně byl proto spuštěn portál pro veřejnost obsahující informace k problematice: manuál správného nakupování léků na internetu, seznam certifikovaných lékáren s povoleným online prodejem léků, poslední zadržené padělky léčiv či nelegální přípravky, vyřešené případy, ukázky kampaní jiných evropských států nebo video razie do nelegální výrobny léků ve Švédsku atd.
SÚKL v rámci kampaně připravil pro certifikované lékárny s povoleným internetovým prodejem léků možnost sdílet na svých internetových stránkách banner SÚKL, sloužící k ověření lékárny v databázi schválených lékáren zveřejněné na webu SÚKL.

## Centrální úložiště receptů
Od ledna 2009 spravuje SÚKL tzv. centrální úložiště lékařských předpisů, do kterého mají lékárny ukládat vybraná data o pacientech – kdo lék předepsal, kdo jej vydal a kdo přijal. Ředitel SÚKL sice tvrdí, že veškerá data o pacientech jsou v anonymizované podobě, ale přesto projekt kritizuje Česká lékárnická komora. Podala podnět k prošetření k Úřadu pro ochranu osobních údajů, neboť zákon prý takový sběr dat neumožňuje. Lékárnická komora proto také vyzvala své členy, aby se k systému nepřipojovali, dokud se zacházení s citlivými daty pacientů nevyřeší. Počátkem srpna 2009 označil sběr dat o zdraví pacientů za nezákonný Úřad pro ochranu osobních údajů. Uvedené rozhodnutí Úřadu pro ochranu osobních údajů dosud není pravomocně, neboť jej SÚKL napadl rozkladem, o kterém dosud nebylo ze strany Úřadu rozhodnuto.